# 三田村 (東京都)
三田村（みたむら）は東京都の西部、西多摩郡に属していた村。

## 地理
現在の青梅市の西部に位置する。
- 山岳：御岳山、日の出山、岩茸石山、高水山、惣岳山
- 河川：多摩川

## 歴史

### 沿革
- 1889年（明治22年）4月1日 - 町村制施行により、神奈川県西多摩郡沢井村下分、沢井村上分、二俣尾村、御岳村、御岳山が合併し西多摩郡三田村が成立。
- 1893年（明治26年）4月1日 - 西多摩郡が南多摩郡、北多摩郡と共に東京府へ編入。
- 1943年（昭和18年）7月1日 - 東京都制施行。（東京府廃止。）
- 1955年（昭和30年）4月1日 - 吉野村、小曽木村、成木村と共に青梅市へ編入され、消滅。

変遷表
| 1868年 以前 | 1868年 以前 | 明治22年 4月1日 | 昭和30年 4月1日 | 現在   |
| ----------- | ----------- | --------------- | --------------- | ------ |
|             | 二俣尾村    | 三田村          | 青梅市 に編入   | 青梅市 |
|             | 沢井村上分  | 三田村          | 青梅市 に編入   | 青梅市 |
|             | 沢井村下分  | 三田村          | 青梅市 に編入   | 青梅市 |
|             | 御岳村      | 三田村          | 青梅市 に編入   | 青梅市 |
|             | 御岳山      | 三田村          | 青梅市 に編入   | 青梅市 |

## 大字
- 二俣尾（ふたまたお）
- 沢井上分（さわいかみぶん） - 現在の沢井、御岳本町[2]。
- 沢井下分（さわいしもぶん） - 現在の沢井。
- 御嶽（みたけ）
- 御嶽山（みたけさん）

## 行政
歴代村長
- 板倉正養 1889年5月 - 1903年1月[3]
- 小沢芳重 1903年4月 - 1913年7月[4]
- 福田甚五兵衛 1913年7月 - 1919年8月[4]
- 小沢太平 1919年9月 - 1926年7月[4]
- 吉野賢木 1926年7月 - 1946年11月[4]
- 福田廉 1947年4月 - 1949年11月[4]
- 谷合直太郎 1949年12月 - 1953年12月[4]
- 小沢重徳 1953年12月 - 1955年3月[4]

歴代助役
- 清水高一郎 1889年5月 - 1895年3月[3]
- 関根捨吉 1895年4月 - 1911年4月[4]
- 福田甚五兵衛 1911年4月 - 1913年7月[4]
- 福田勝 1913年8月 - 1929年9月[4]
- 福島喜平次 1929年9月 - 1945年9月[4]
- 福田廉 1946年1月 - 1947年4月[4]
- 原島武夫 1947年5月 - 1955年3月[4]

## 人口・世帯

### 人口
総数 [単位： 人]
| 1913年（大正2年）  | 3,597 |
| 1920年（大正9年）  | 3,667 |
| 1925年（大正14年） | 3,779 |
| 1930年（昭和5年）  | 3,819 |
| 1935年（昭和10年） | 3,912 |
| 1940年（昭和15年） | 3,876 |
| 1947年（昭和22年） | 5,494 |
| 1950年（昭和25年） | 5,540 |

### 世帯
総数 [単位： 世帯]
| 1913年（大正2年）  | 514 |
| 1920年（大正9年）  | 676 |
| 1925年（大正14年） | 713 |
| 1930年（昭和5年）  | 727 |
| 1935年（昭和10年） | 756 |
| 1940年（昭和15年） | 742 |

## 交通

### 鉄道
- 日本国有鉄道（ → 東日本旅客鉄道）
  - ■青梅線
    - 石神前駅 - 二俣尾駅 - 軍畑駅 - 沢井駅 - 御嶽駅